# 酸性红94

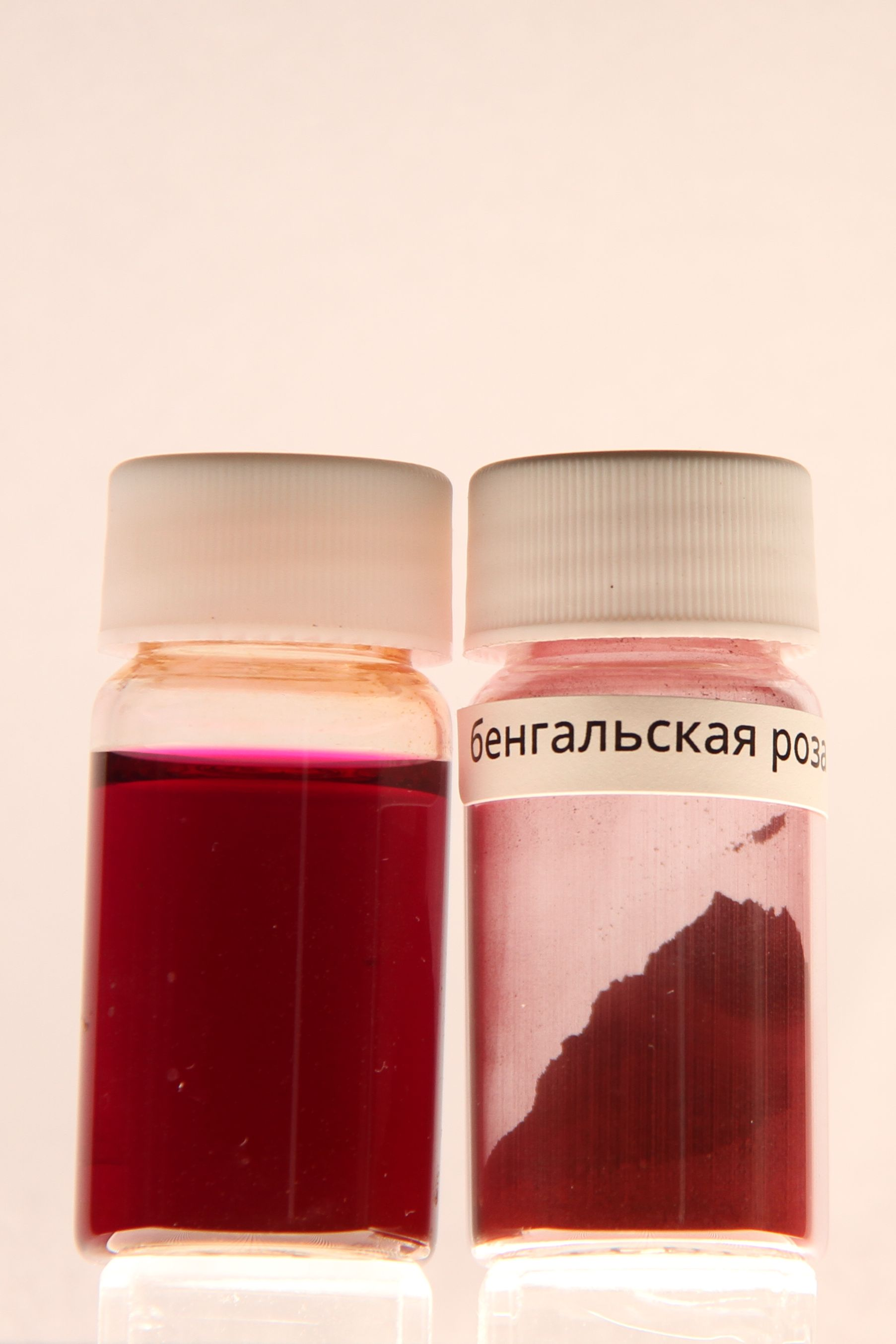
酸性红94固体及其水溶液。

酸性红94（4,5,6,7-四氯-2',4',5',7'-四碘荧光素）是一种有机化合物，化学式为C20H4Cl4I4O5。它可以四氯邻苯二甲酸酐和间苯二酚为原料反应制得。它和碘甲烷在碳酸钾存在下于DMF中反应，可以得到6'-O-甲基酸性红94。

## 化學上的應用
儘管孟加拉玫瑰紅在光化學上涉及的物種眾多，其也可用於在化學合成上作為三线态氧到單線態氧的轉化試劑。其後單線態氧可用於和烯及其他相似化合物進行[2+2]环加成反应。

### 衍生物和鹽類
孟加拉玫瑰紅可用於生成許多在醫學上有用的化學衍生物。其中一個孟加拉玫瑰紅的衍生物在研究中被稱為RB2，此衍生物由孟加拉玫瑰紅的醯胺化生成，進而去除了螢光和光敏性而改具有聲敏性，可以用於輔助在高強度集中的超聲波下治療癌症。
孟加拉玫瑰紅的鹽類包括其二鈉鹽 C20H2Cl4I4Na2O5 (CAS 632-69-9)，此二鈉鹽為一染料，具有其獨特性質和應用。

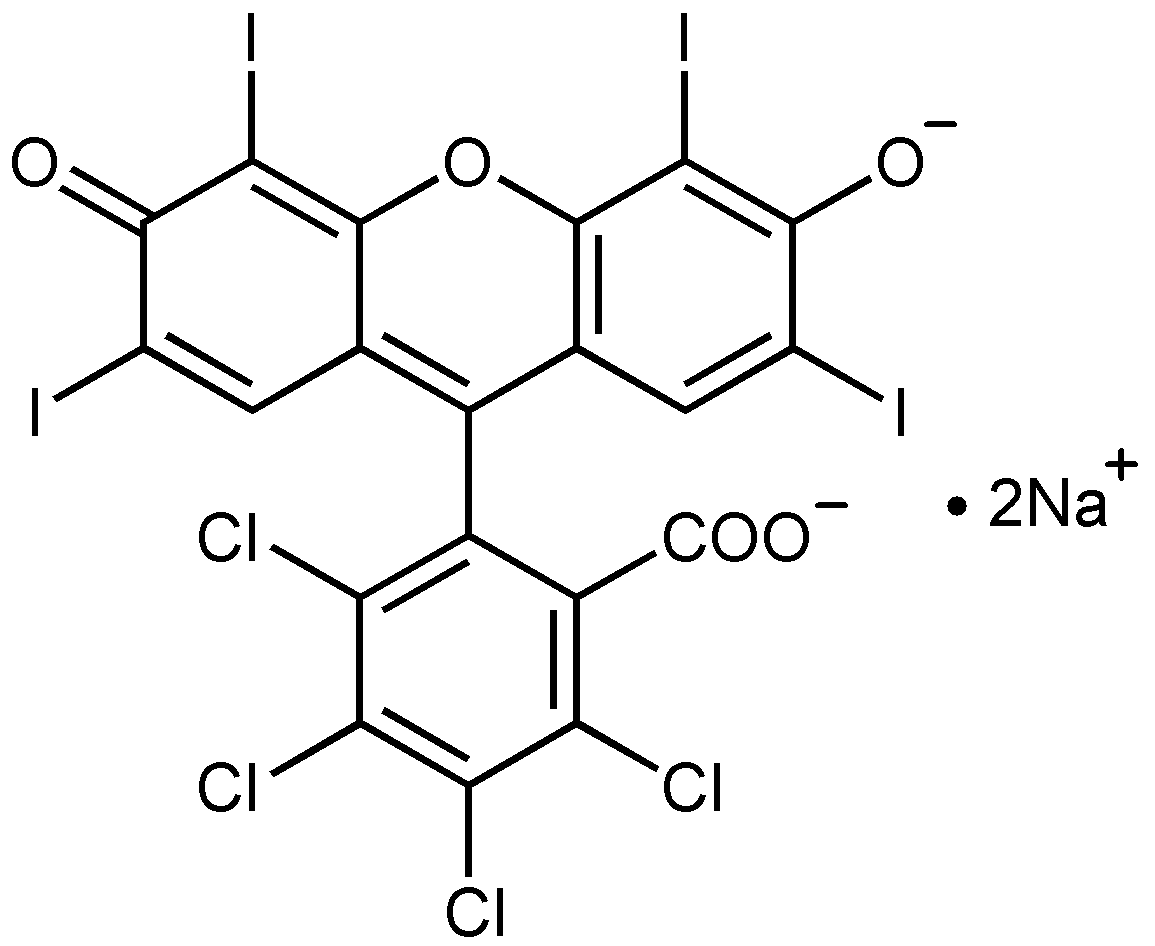
孟加拉玫瑰紅的二鈉鹽